# Lindsaea ovata
Lindsaea ovata är en ormbunkeart som beskrevs av John Smith. Lindsaea ovata ingår i släktet Lindsaea och familjen Lindsaeaceae. Inga underarter finns listade.